# Pont de la Font de Salt Dalmau
El Pont de la Font de Salt Dalmau és una obra de Camós (Pla de l'Estany) inclosa a l'Inventari del Patrimoni Arquitectònic de Catalunya.

## Descripció
El pont es troba en el camí de la font de Salt Dalmau. Per accedir-hi cal anar direcció Camós fins a arribar al nucli i després trencar a mà esquerra fins al veïnat de Cruanyes. El pont es troba just abans d'arribar a la font.
Es tracta d'un pont d'una sola arcada de mig punt. Està construït amb carreus de pedra disposats amb una millor forma per a fer l'obertura de l'arc. Hi ha una barana, també construïda amb pedra.
En un dels costats del pont es troba una placa commemorativa amb l'any de construcció: 1880.

## Història
El motiu pel qual l'alcalde Vicenç de Besalú va decidir la construcció de l'esmentat pont va ser per a poder facilitar un nou accés de Camós a Banyoles. Abans calia travessar el riu pel veïnat de Can Prat de la Mitjavila.